# Sebastião de Azevedo
Sebastião de Azevedo, C.O. (Sacavém, ? – 26 de Setembro de 1731), foi um religioso português.
Nasceu em Sacavém, em data incerta na segunda metade do século XVII, filho de Manuel Rodrigues e Maria da Costa. Ainda adolescente, ingressou no noviciado dos Oratorianos do Porto, vindo a professar em 15 de Outubro de 1689.
Devoto sincero de Santa Ana, dedicou-lhe várias obras, como "Ceo mystico a gloriosissima senhora S. Anna Mãy da mãy Deos & avó de Christo" (Lisboa Ocidental, Na Officina de António Pedroso Galvão, 1725).